# مارك هالستيد
مارك هالستيد (بالإنجليزية: Mark Halstead)‏ (1 يناير 1990 ببلاكبول في المملكة المتحدة - ) هو لاعب كرة قدم بريطاني في مركز حراسة المرمى. لعب مع ستوكبورت كونتي وشروزبري تاون ونادي بلاكبول ونادي هايد إف سي ونادي كيترينغ تاون ونادي بارسكو ونادي بارو.

## وصلات خارجية
- مارك هالستيد على موقع قاعدة بيانات كرة القدم.إي يو (الإنجليزية)
- مارك هالستيد على موقع Soccerbase.com (لاعب) (الإنجليزية)
- مارك هالستيد على موقع عالم كرة القدم.نت (الإنجليزية)